# Aurelius Belei
Aurelius Belei (n. 4 octombrie 1971 Arhivat în 1 iulie 2014, la Wayback Machine., Brăila) este un prozator român contemporan de science fiction, fantasy și realism magic. Este membru fondator al Cenaclului de Arte Vizuale și Literatură de Anticipație “Sfera Arhivat în 25 aprilie 2018, la Wayback Machine.” din Brăila (infiintat pe 17 ianuarie 1993)  

## Activitate literară
A debutat în 1993 în revista Jurnalul SF cu schița Techno-Love, dedicată lui Freddie Mercury . În decursul timpului a colaborat cu numeroase publicații și periodice de gen: Jurnalul SF, Anticipația CPSF, cotidianul “Libertatea”, fanzinele “Sfera” (Braila), Satelit-STRING (Bucuresti ) cotidianul “Telegraful” (Piatra Neamt), suplimentul "Themis Art Magazin" si “Super Nova” (Iasi) almanahul Anticipația.
A debutat editorial în anul 1998, cu volumul de proză science-fiction Technoficțiuni, la editura Tritonic.

## Opera
- "Technoficțiuni" (1998) – Editura Tritonic (schițe și povestiri)

## Premii
- premiul III-HELION 1993 (Timisoara) - Alpha Borealis
- premiul II-revista MAGAZIN 1994 (Bucuresti) - Invingatorul ia totul
- premiul I-SEGRA 1994 (Slatina) - Pseudo-genesis
- mentiune QUO VADIS? 1994 (Giurgiu) - Silvomatul
- premiul editurii MULTISTAR- Atlantikron 1994 (Cernavoda) - Genetic-Game
- premiul STAR TREK 1996 (Buzau) - schita
- premiul european “…A la Nuit Noire” (Franta - 1995) - “Techno-love (space requiem)

## Antologii
- În colecția anuală Fantasticul Mileniului III - editura Granada (antologie realizată de  Mihail Grămescu impreună cu Adina Lipai) tradusă în maghiară, sârbă, franceză, rusă, germană și engleză
- România SF 2001 (ProLogos, 2001)

## Aparitii in periodice
- 1995 - Almanahul Anticipația

- 508, 510 - Colecția Povestiri Științifico Fantastice Arhivat în 13 august 2015, la Wayback Machine., Anticipația.

## Traduceri
- 1995 - “TECHNO-LOVE (space requiem) - ”Temps Tot 35 (CANADA) trad. Mihai-Dan Pavelescu
- 1995 - “TECHNO-LOVE (space requiem) “…A la Nuit Noire” (FRANTA) trad.Nicolae C.Ariton